# Bagis
Bagis (łac. Diœcesis Bagenus) – stolica historycznej diecezji w Cesarstwie Rzymskim (prowincja kraina), współcześnie w Turcji. Pierwszym wzmiankowanym biskupem był Leonides (V w.). Od XIX w. katolickie biskupstwo tytularne.

## Biskupi tytularni
| Lp. | Biskup                            | Od                   | Do               |
| --- | --------------------------------- | -------------------- | ---------------- |
| 1   | Franciszek Fogolla                | 28 czerwca 1898      | 9 lipca 1900     |
| 2   | Joaquim de Souza                  | 16 listopada 1901    | 17 maja 1905     |
| 3   | Celestin Ibáñez y Aparicio OFM    | 12 kwietnia 1911     | 11 kwietnia 1946 |
| 4   | Jorge de Oliveira                 | 3 sierpnia 1946      | 26 lipca 1954    |
| 5   | Ramón Bogarín Argaña              | 1 grudnia 1954       | 19 stycznia 1957 |
| 6   | Albert Sanschagrin OMI            | 12 sierpnia 1957     | 13 czerwca 1967  |
| 7   | José Afonso Ribeiro TOR           | 29 stycznia 1979     | 6 lipca 1988     |
| 8   | João Evangelista Martins Terra SJ | 17 sierpnia 1988     | 11 marca 2022    |
| 9   | Waldemar Musioł                   | 29 października 2022 |                  |